# Angria

Angria dentro de Sajonia hacia el año 1000: en rojo, Angria; en blanco, el resto de Sajonia.

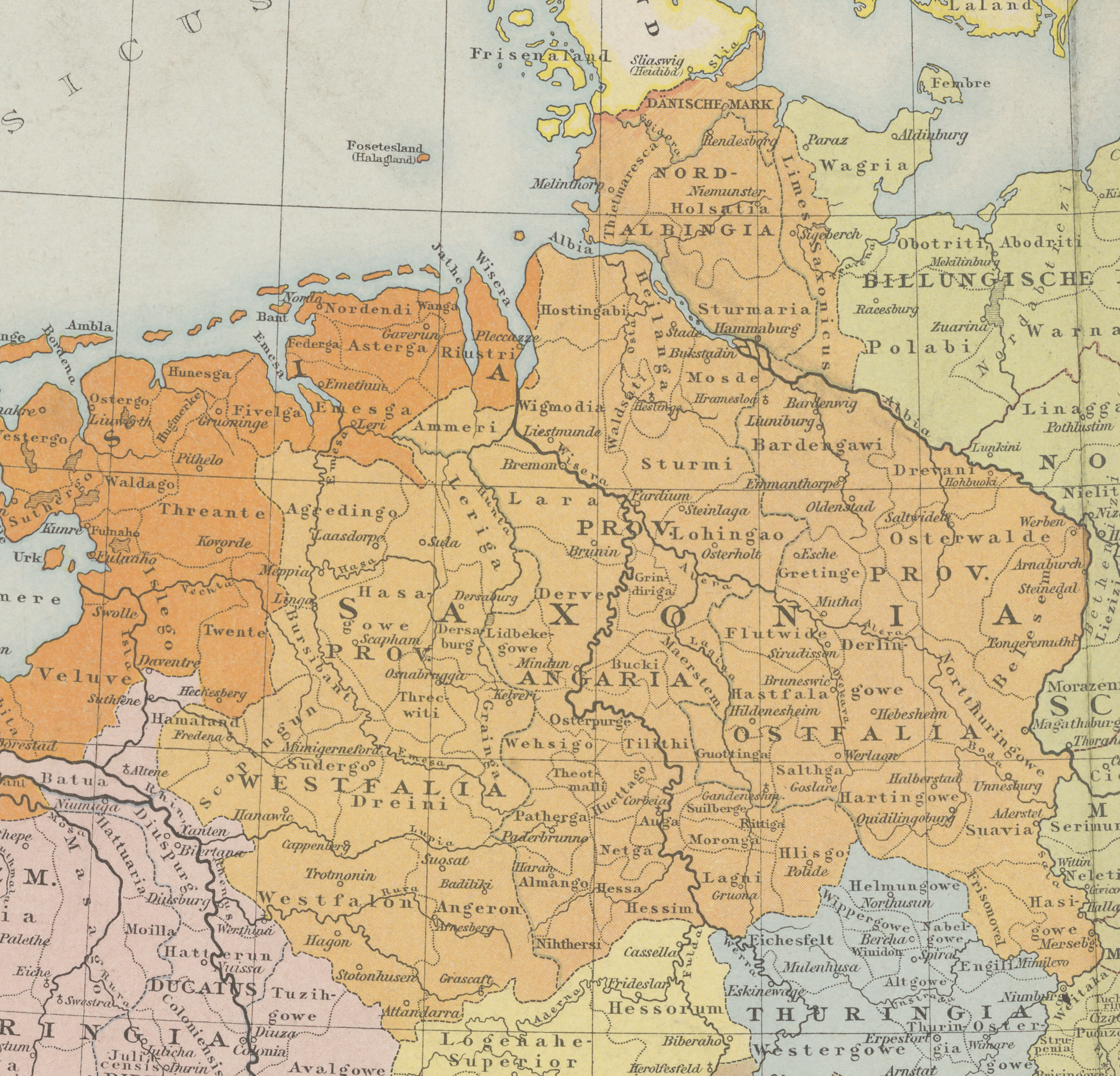
Ducado de Sajonia, alrededor del año 1000

Angria o Angária (en alemán, Engern) es una región histórica en lo que actualmente son los estados alemanes de Baja Sajonia y Renania del Norte-Westfalia.
El cronista Viduquindo de Corvey en su Res gestae saxonicae sive annalium libri tres señalaba que era la región central del ducado de Sajonia medieval y que quedaba a lo largo del curso medio del río Weser entre Westfalia y Ostfalia. Su nombre deriva de la tribu germánica de los angrivarii que se habían unido a la confederación tribal sajona, y se centraba en la ciudad de Minden, sede del obispado desde 803.
Las tierras de los angrivarii fueron conquistadas por Carlomagno durante las guerras sajonas; según los Anales del reino de los francos los comandantes angrios concluyeron una paz separada con el imperio carolingio cerca de Bückeburg en 775.
En 1180, el emperador Federico I depuso al duque de Sajonia Enrique el León y dividió el ducado en dos partes a través de la llamada Carta de Gelnhausen. El ducado de Westfalia fue entregado al arzobispado de Colonia, mientras que Angria fue dada a Bernardo de Anhalt, que usó el título ducal sajón. El nombre de Angria quedó obsoleto a partir de entonces. En el siglo XIII la zona central del Weser se convirtió en el núcleo del condado de Hoya, que en 1582 fue heredado por la casa de Brunswick-Luneburgo.
- Esta obra contiene una traducción  derivada de «Angria» de Wikipedia en inglés, publicada por sus editores bajo la Licencia de documentación libre de GNU y la Licencia Creative Commons Atribución-CompartirIgual 4.0 Internacional.

- Datos: Q590497